# Boi-Ngo
 (mai 2017).
Si vous disposez d'ouvrages ou d'articles de référence ou si vous connaissez des sites web de qualité traitant du thème abordé ici, merci de compléter l'article en donnant les références utiles à sa vérifiabilité et en les liant à la section « Notes et références ».
Albums de Oingo Boingo
Dead Man's Party
(1985) Boingo Alive
(1988)
Singles
1. Pain
Sortie : Octobre 1986
2. We Close Our Eyes
Sortie : Février 1987
3. Not My Slave
Sortie : 1987

Boi-Ngo (stylisé BOI-NGO) est un album du groupe de rock et de new wave américain Oingo Boingo, paru en 1987.

## Liste des titres
Toutes les chansons sont écrites et composées par Danny Elfman.
| 1.    | Home Again                 | 5:15 |
| 2.    | Where Do All My Friends Go | 4:30 |
| 3.    | Elevator Man               | 4:30 |
| 4.    | New Generation             | 5:16 |
| 5.    | We Close Our Eyes          | 3:39 |
| 6.    | Not My Slave               | 4:43 |
| 7.    | My Life                    | 4:37 |
| 8.    | Outrageous                 | 3:46 |
| 9.    | Pain                       | 4:26 |
| 40:43 |                            |      |

Un box set, rare, en édition limitée de cinq singles vinyle 7" inclut, en plus des 9 titres de l'édition standard, le titre exclusif et inédit Mama que l'on ne retrouve sur aucun autre format.
| Titre bonus - Box set édition limitée, 5 × vinyle 7" | Titre bonus - Box set édition limitée, 5 × vinyle 7" | Titre bonus - Box set édition limitée, 5 × vinyle 7" | Titre bonus - Box set édition limitée, 5 × vinyle 7" | Titre bonus - Box set édition limitée, 5 × vinyle 7" | Titre bonus - Box set édition limitée, 5 × vinyle 7" | Titre bonus - Box set édition limitée, 5 × vinyle 7" | Titre bonus - Box set édition limitée, 5 × vinyle 7" | Titre bonus - Box set édition limitée, 5 × vinyle 7" | Titre bonus - Box set édition limitée, 5 × vinyle 7" |
| No                                                   | Titre                                                | Durée                                                |                                                      |                                                      |                                                      |                                                      |                                                      |                                                      |                                                      |
| ---------------------------------------------------- | ---------------------------------------------------- | ---------------------------------------------------- | ---------------------------------------------------- | ---------------------------------------------------- | ---------------------------------------------------- | ---------------------------------------------------- | ---------------------------------------------------- | ---------------------------------------------------- | ---------------------------------------------------- |
| 5B.                                                  | Mama                                                 | 4:22                                                 |                                                      |                                                      |                                                      |                                                      |                                                      |                                                      |                                                      |
| 45:05                                                |                                                      |                                                      |                                                      |                                                      |                                                      |                                                      |                                                      |                                                      |                                                      |

## Crédits
| - Danny Elfman : guitare rythmique, chant - Steve Bartek : guitares - John Avila : basse, chant - Mike Bacich : claviers - Johnny "Vatos" Hernandez : batterie, percussions - Leon Schneiderman : saxophone baryton - Sam Phipps : saxophone ténor - Bruce Fowler, Michael Vlatkovich : trombone - Dale Turner : trompette - Carmen Twillie, Maxine Waters : chœurs (titre 6) | - Production : Danny Elfman, Steve Bartek - Direction de production : Laura Engel - Direction artistique : Vartan Kurjian - Mastering : Wally Traugott - Mixage : Bill Jackson, Humberto Gatica, Michael Frondelli - Enregistrement : Bill Jackson - Ingénierie (son, mixage, enregistrement) : David Knight, Jimmy Preziosi, Judy Clapp, Karen Siegel - A&R : Thom Trumbo - Design : Mike Fink - Photographie : Aaron Rapoport |